# Bulbophyllum physocoryphum
Bulbophyllum physocoryphum là một loài phong lan thuộc chi Bulbophyllum.